# Accord commercial sur les services entre les deux rives
L’accord commercial sur les services entre les deux rives, en chinois 海峽兩岸服務貿易協議 (pinyin: Hǎixiá Liǎng'àn Fúwù Màoyì Xiéyì), ou en anglais Cross-Strait Service Trade Agreement (CSSTA), est un accord signé entre la Chine continentale et Taïwan en juin 2013, mais jamais ratifié par le parlement taiwanais (Yuan). Il s'agit d'un accord ayant pour objectif de réduire les barrières économiques et commerciales entre les deux pays. Cet accord est considéré comme l'issue de Accord-cadre de coopération économique sino-taïwanais à Chongqing en juin 2010. L'opposition à cet accord a été symbolisé par le mouvement Tournesol des Étudiants.

## Contexte
Cet accord a été signé entre la fondation des échanges sino-taïwanaise Straits Exchange Foundation (en) et l'association pour la relation sino-taïwanaise Association for relations across the taiwan straits (en) en 21 juin 2013 à Shanghai.
Pendant plusieurs mois, l'accord est l'objet d'une grande partie de l'attention des autorités politiques et du parlement, l'opposition souhaitant l'examen de chaque clause de l'accord, jusqu'en mars 2014, où les discussions sont interrompues.

## Accord
L'accord est composé de quatre chapitres et de 24 articles. Il porte sur l’ouverture de 64 secteurs d'industries taïwanaises aux investissements de Chine continentale, en échange de l'ouverture de 80 industries chinoises.

## Manifestation contre cet accord

### Manifestation taïwanaise
Le 18 mars 2014, les manifestants, appelés le mouvement Tournesol des Étudiants, ont envahi l'amphithéâtre du Parlement taïwanais, manifestant contre le passage en force de cet accord au Yuan législatif. Les manifestants sont entourés par la police taïwanaise. L'électricité dans le bâtiment est également coupée. Cette occupation dure pendant plusieurs jours de suite, le bâtiment étant bloqué par des chaises.

### Mécontentement en Chine continentale
Cet accord a aussi provoqué de nombreux débats sur le web chinois. Selon un sondage réalisé par la Phoenix Television Phoenix Television, 96 % des internautes chinois sont contre la promulgation de cet accord. Selon eux, il est inégal pour les commerçants chinois (ouverture de 64 secteurs d'industries taïwanaises contre 80 industries chinoises) et n'est qu'un accord pour l'objectif politique de la réunification de Chine continentale et Taïwan.